# Artiphex
Artiphex – rodzaj pająków z rodziny Phonognathidae. Obejmuje dwa opisane gatunki. Zamieszkują krainę australijską.

## Morfologia
Samice osiągają od 9,5 do 14,11 mm długości ciała przy karapaksie długości od 4,9 do 6 mm, szerokości od 3,1 do 4,3 mm i wysokości od 1,4 do 2,2 mm oraz opistosomie (odwłoku) długości od 5,9 do 9,6 mm, szerokości od 4,2 do 7,2 mm i wysokości od 3 do 7 mm. Samce osiągają od 4,5 do 6,9 mm długości ciała przy karapaksie długości od 2,3 do 3,9 mm, szerokości od 1,5 do 2,4 mm i wysokości od 0,8 do 1,1 mm oraz opistosomie długości od 2,7 do 3,5 mm, szerokości od 1,7 do 2,4 mm i wysokości od 1,7 do 2,4 mm.
Ubarwienie karapaksu jest żółtawobrązowe do rudobrązowego z krawędziami i częścią głowową ciemniejszymi niż część tułowiowa. Oczy par środkowych umieszczone są na niewielkim wspólnym wzgórku. Odległość między oczami pary przednio-środkowej i tylno-środkowej równa jest średnicy tych pierwszych, a rozstaw oczu przednio-środkowych nieco większy niż ich szerokość. Oczy par bocznych leżą na dwóch zwróconych w przeciwne strony, małych wzgórkach. Wysokość nadustka u samca wynosi połowę, a u samicy od połowy do ¾ wysokości oka przednio-środkowej pary. Szczękoczułki mają barwę głowowej części karapaksu i mają na przedniej krawędzi trzy ząbki u obu płci, a na tylnej dwa ząbki u samca i trzy u samicy. Odnóża mają barwę karapaksu lub są od niego niewiele jaśniejsze. Kolejność ich par od najdłuższej do najkrótszej to: I, II, IV, III. Pierwsza para odznacza się faliście wygiętymi udami. Ubarwienie opistosomy jest z wierzchu beżowe z jasnymi guanocytami i kilkoma ciemniejszymi znakami oraz ciemnobrązowym tyłem, od spodu zaś z dwoma podłużnymi przepaskami zaczynającymi się od bruzdy epigastrycznej. Kądziołki przędne pary przednio-środkowej odznaczają się obszarem pomarszczonego oskórka na tylnej części obręczy tworzącym wcięcie w pólku gruszkowatych gruczołów przędnych oraz obecnością pojedynczego gruczołu biczykowatego w triadzie położonej bliżej gruczołu walcowatego niż gruczołów zgrupowanych.
Płytka płciowa samicy odznacza się dużymi, zwróconymi dobrzusznie, odseparowanymi przegrodą, ale nie otoczonymi wargami otworami kopulacyjnymi, szerokimi, lekko zesklerotyzowanymi, przed wejściem do spermatek dobrzusznie skręconymi przewodami kopulacyjnymi  oraz wychodzącymi ze spermatek grzbietowo i tylno przewodami zapładniającymi. 
Nogogłaszczki samca mają dwukrotnie dłuższe od goleni i lekko wydłużone cymbium, szerokie i zintegrowane z cymbium paracymbium, dogrzbietowo obrócone tegulum i subtegulum, błonę łączącą okolicę emboliczną z tegulum oraz skręcony w rowku embolicznym i zewnętrznie nakryty przezroczystą błoną konduktor. Embolus ma zesklerotyzowany trzon oddzielony przez błoniastą pars pendula od przewodu nasiennego. Przewód i embolus są zbieżne w połowie długości i tam zaopatrzone w drobne zadziory.

## Zachowanie i występowanie
Częstym zachowaniem u samców jest zatykanie po kopulacji otworu samicy oderwaną częścią nogogłaszczka.
Rodzaj ograniczony jest w swym zasięgu do krainy australijskiej. A. melanopyga jest endemitem wschodniej części australijskiego stanu Queensland, zaś A. joannae jest endemitem Nowej Kaledonii.

## Taksonomia
Takson ten wprowadzony został w 2018 roku przez Roberta J. Kallala i Gustava Hormigę pod nazwą Artifex. Gatunkiem typowym wyznaczono Epeira melanopyga. Nadana nazwa rodzajowa znaczyć ma po łacinie „tworzący sztukę”. Nazwa ta okazała się młodszym homonimem nazwy użytej u błonkówek, w związku z czym w 2022 roku Kallal i Hormiga wprowadzili nową nazwę Artiphex.
Do rodzaju tego zalicza się cztery opisane gatunki:
- Artiphex joannae (Berland, 1924)
- Artiphex melanopyga (L. Koch, 1871)

Przed rewizją Kallala i Hormigi oba te gatunki zaliczane były do rodzaju Phonognatha.